# 齐氏法布樱蛤
齐氏法布樱蛤（学名：Fabulina tsichungyeni），是帘蛤目樱蛤科Fabulina属的一种。主要分布于中国大陆，常栖息在潮间带。